# Aleksandr Golovin (cầu thủ bóng đá)
Aleksandr Sergeyevich Golovin (tiếng Nga: Александр Сергеевич Головин; sinh ngày 30 tháng 5 năm 1996) là một cầu thủ bóng đá chuyên nghiệp người Nga hiện đang thi đấu ở vị trí tiền vệ tấn công hoặc tiền vệ cánh cho câu lạc bộ Ligue 1 Monaco và đội tuyển bóng đá quốc gia Nga.

## Đầu đời
Golovin sinh ra trong một gia đình khai thác mỏ ở thị trấn mỏ nhỏ Kaltan ở Nam Siberia , Nga. Từ nhỏ, anh đã kết bạn với Aleksandr Plyasunov, một huấn luyện viên tại trường thể thao thanh thiếu niên địa phương. Khi Golovin sáu tuổi, anh bắt đầu chơi bóng dưới thời Plyasunov, trước khi chuyển sang trường FC Novokuznetsk (sau đó gọi là Metallurg-Zapsib) và trường dự bị Olympic ở Leninsk-Kuznetsky. Sau khi chơi cho Metallurg, anh được mời chơi cho đội của đội Siberia. Chính trong thời gian này, Golovin đã thu hút được sự chú ý của các tuyển trạch viên và được mời thi đấu cho PFC CSKA Moscow.

## Sự nghiệp cấp câu lạc bộ

### CSKA Moscow

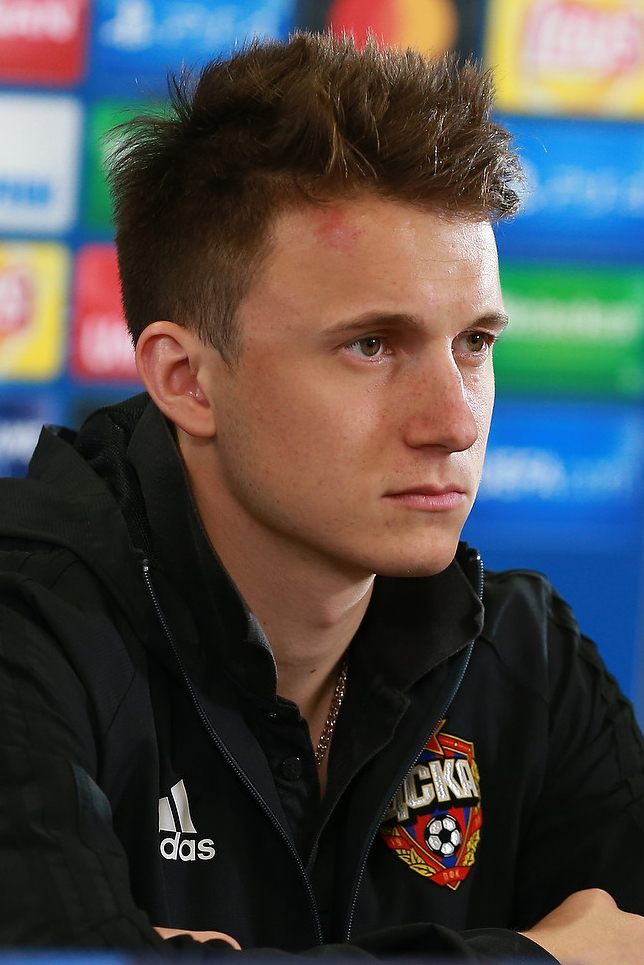
Golovin năm 2017.

Golovin ra mắt khi chơi cho PFC CSKA Moscow vào ngày 24 tháng 9 năm 2014 trong trận đấu với FC Khimik Dzerzhinsk ở vòng 1/16 Cúp quốc gia Nga . Anh ấy có mặt trong đội hình xuất phát và bị thay ra ở phút thứ 88 của trận đấu.
Anh có trận đấu đầu tiên ở Giải vô địch bóng đá quốc gia Nga cho P.F.K CSKA Moskva vào ngày 14 tháng 3 năm 2015, trong trận thắng 4-0 của CSKA Moskva trước FC Mordovia Saransk. Anh có trận ra mắt UEFA Champions League trước Sparta Prague vào ngày 5 tháng 8 năm 2015, thay cho Alan Dzagoev.  Anh ghi bàn thắng đầu tiên cho CSKA vào ngày 9 tháng 4 năm 2016 trước FC Mordovia Saransk.
Vào mùa hè năm 2017, Arsenal đã đưa ra lời đề nghị từ 8 đến 10 triệu bảng cho Golovin, nhưng CSKA đã từ chối vụ chuyển nhượng này.
Vào ngày 2 tháng 12 năm 2016, Golovin gia hạn hợp đồng với CSKA Moscow đến hết mùa giải 2020–21.

### AS Monaco
Vào ngày 27 tháng 7 năm 2018, Golovin đã ký hợp đồng 5 năm với AS Monaco với mức phí chuyển nhượng kỷ lục nhưng không được tiết lộ, từ CSKA Moscow. Golovin có trận ra mắt thi đấu cho Monaco trong trận hòa 1-1 Ligue 1 trên sân nhà trước Nîmes vào ngày 21 tháng 9 năm 2018, vào sân thay người ở phút 72. Anh có trận đấu đầu tiên tại Ligue 1 vào ngày 25 tháng 9, trong trận thua 0-1 trên sân nhà trước Angers. Anh ghi bàn thắng đầu tiên tại Ligue 1 vào ngày 2 tháng 2 năm 2019, trong chiến thắng 2-1 trên sân nhà trước Toulouse.
Vào ngày 24 tháng 9 năm 2019, Golovin ghi hai bàn thắng và kiến tạo cho Wissam Ben Yedder trong chiến thắng 3–1 Ligue 1 trên sân nhà của Monaco trước Nice. Vào ngày 6 tháng 1 năm 2021, trong một trận đấu trên sân khách với Lorient và với tỷ số 1-1, Golovin, người vừa bình phục chấn thương, được tung vào sân thay người và ghi bàn sau chưa đầy một phút. Hai tuần sau, khi vào sân thay người một lần nữa, anh ấy đã thực hiện hai đường kiến tạo, mỗi đường kiến tạo từ một quả phạt góc, để giúp đội của anh ấy vượt lên từ phía sau và đánh bại Marseille.
Vào ngày 7 tháng 2 năm 2021, Golovin ghi hat-trick đầu tiên cho Monaco trong chiến thắng 4–3 trước Nîmes. Bằng cách đó, anh trở thành cầu thủ đầu tiên của Nga lập hat-trick tại Ligue 1.

## Sự nghiệp quốc tế

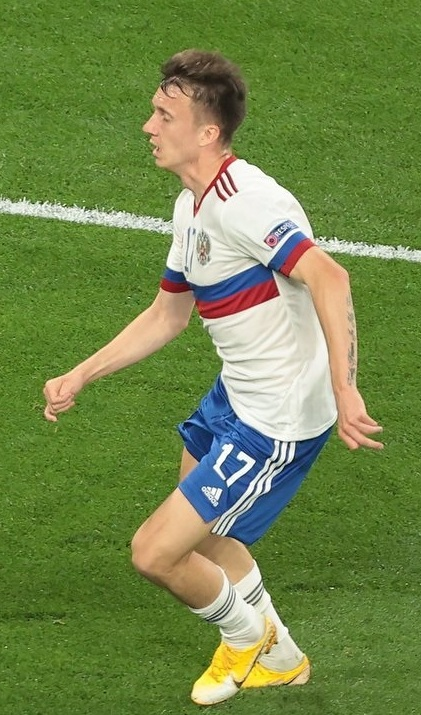
Golovin chơi cho Nga tại UEFA Euro 2020.

Golovin đã giành chức vô địch UEFA châu Âu dưới 17 tuổi với đội tuyển U-17 quốc gia Nga, giải đấu mà anh ấy cũng tham gia vào FIFA U-17 World Cup 2013. Sau đó, Golovin tiếp tục đại diện cho đội tuyển U-19 quốc gia Nga tại Giải vô địch U-19 châu Âu năm 2015, nơi Nga đứng ở vị trí thứ hai. Golovin có trận ra mắt đội tuyển quốc gia Nga vào ngày 7 tháng 6 năm 2015 trong một trận giao hữu với Belarus tại Arena Khimki, thay thế đội trưởng Roman Shirokov ở phút 61 và ghi bàn thắng thứ hai cho Nga trong chiến thắng 4–2 16 phút sau đó.
Vào ngày 11 tháng 5 năm 2018, anh được đưa vào đội hình sơ bộ tham dự FIFA World Cup 2018 tổ chức tại Nga. Vào ngày 3 tháng 6 năm 2018, anh ấy được đưa vào đội hình chính thức tại World Cup. Vào ngày 14 tháng 6 năm 2018, anh đóng một vai trò quan trọng trong chiến thắng 5–0 của Nga trước Ả Rập Xê Út khi thực hiện hai pha kiến tạo và ghi bàn thắng cuối cùng, một pha đá phạt trực tiếp trong trận khai mạc World Cup 2018.
Vào ngày 11 tháng 5 năm 2021, anh được đưa vào danh sách 30 người mở rộng sơ bộ cho UEFA Euro 2020. Vào ngày 2 tháng 6 năm 2021, anh ấy được đưa vào đội hình chính thức. Anh chơi mỗi phút trong cả 3 trận vòng bảng của Nga khi Nga bị loại sau khi thua Bỉ, Đan Mạch và đánh bại Phần Lan.

## Thống kê sự nghiệp

### Câu lạc bộ
Tính đến 20 tháng 2 năm 2022
| Câu lạc bộ          | Mùa giải            | Giải vô địch           | Giải vô địch | Giải vô địch | Cúp quốc gia | Cúp quốc gia | Cúp liên đoàn | Cúp liên đoàn | Châu Âu | Châu Âu | Khác | Khác | Tổng cộng | Tổng cộng |
| Câu lạc bộ          | Mùa giải            | Hạng đấu               | Trận         | Bàn          | Trận         | Bàn          | Trận          | Bàn           | Trận    | Bàn     | Trận | Bàn  | Trận      | Bàn       |
| ------------------- | ------------------- | ---------------------- | ------------ | ------------ | ------------ | ------------ | ------------- | ------------- | ------- | ------- | ---- | ---- | --------- | --------- |
| CSKA Moscow         | 2014–15             | Russian Premier League | 7            | 0            | 3            | 0            | –             | –             | 0       | 0       | –    | –    | 10        | 0         |
| CSKA Moscow         | 2015–16             | Russian Premier League | 17           | 1            | 4            | 2            | –             | –             | 2       | 0       | –    | –    | 23        | 3         |
| CSKA Moscow         | 2016–17             | Russian Premier League | 30           | 3            | 0            | 0            | –             | –             | 6       | 0       | 1    | 0    | 37        | 3         |
| CSKA Moscow         | 2017–18             | Russian Premier League | 27           | 5            | 1            | 0            | –             | –             | 15      | 2       | –    | –    | 43        | 7         |
| CSKA Moscow         | Tổng cộng           | Tổng cộng              | 81           | 9            | 8            | 2            | -             | -             | 23      | 2       | 1    | 0    | 113       | 13        |
| AS Monaco           | 2018–19             | Ligue 1                | 30           | 3            | 1            | 0            | 1             | 1             | 3       | 0       | 0    | 0    | 35        | 4         |
| AS Monaco           | 2019–20             | Ligue 1                | 25           | 3            | 3            | 0            | 2             | 0             | –       | –       | –    | –    | 30        | 3         |
| AS Monaco           | 2020–21             | Ligue 1                | 21           | 5            | 5            | 1            | –             | –             | –       | –       | –    | –    | 26        | 6         |
| AS Monaco           | 2021–22             | Ligue 1                | 15           | 2            | 2            | 0            | —             | —             | 9       | 1       | —    | —    | 26        | 3         |
| AS Monaco           | Tổng cộng           | Tổng cộng              | 91           | 13           | 11           | 1            | 3             | 1             | 12      | 1       | 0    | 0    | 117       | 16        |
| Tổng cộng sự nghiệp | Tổng cộng sự nghiệp | Tổng cộng sự nghiệp    | 172          | 22           | 19           | 3            | 3             | 1             | 35      | 3       | 1    | 0    | 230       | 29        |

### Quốc tế
Tính đến 20 tháng 11 năm 2023
| Đội tuyển quốc gia | Năm       | Trận | Bàn |
| ------------------ | --------- | ---- | --- |
| Nga                | 2015      | 1    | 1   |
| Nga                | 2016      | 7    | 1   |
| Nga                | 2017      | 7    | 0   |
| Nga                | 2018      | 10   | 1   |
| Nga                | 2019      | 8    | 2   |
| Nga                | 2021      | 12   | 0   |
| Nga                | 2023      | 2    | 1   |
| Tổng cộng          | Tổng cộng | 47   | 6   |

#### Bàn thắng quốc tế
| №  | Ngày                 | Địa điểm                           | Đối thủ     | Bàn thắng | Kết quả | Giải đấu                 |
| -- | -------------------- | ---------------------------------- | ----------- | --------- | ------- | ------------------------ |
| 1. | 7 tháng 6 năm 2015   | Arena Khimki, Khimki, Nga          | Belarus     | 2–0       | 4–2     | Giao hữu                 |
| 2. | 26 tháng 3 năm 2016  | Otkrytiye Arena, Moskva, Nga       | Litva       | 2–0       | 3–0     | Giao hữu                 |
| 3. | 14 tháng 6 năm 2018  | Sân vận động Luzhniki, Moskva, Nga | Ả Rập Xê Út | 5–0       | 5–0     | FIFA World Cup 2018      |
| 4. | 10 tháng 10 năm 2019 | Sân vận động Luzhniki, Moskva, Nga | Scotland    | 4–0       | 4–0     | Vòng loại UEFA Euro 2020 |
| 5. | 13 tháng 10 năm 2019 | Sân vận động GSP, Nicosia, Síp     | Síp         | 4–0       | 5–0     | Vòng loại UEFA Euro 2020 |
| 6. | 20 tháng 11 năm 2023 | Volgograd Arena, Volgograd, Nga    | Cuba        | 2–0       | 8–0     | Giao hữu                 |

## Danh sách

### Câu lạc bộ

#### CSKA Moscow
- Russian Premier League (1): 2015–16

### Quốc tế

#### U-17 Nga
- UEFA European U-17 Championship: 2013

#### Nga U-19
- Á quân UEFA European U-19 Championship: 2015